# ジョンインちゃん事件
ジョンインちゃん事件（ジョンインちゃんじけん）は、2020年に大韓民国・ソウル特別市陽川区で発生した児童虐待殺人事件。
最初に報告されたところはSBS TVのそれが知りたいを通じて最終的に明らかになった。

## 事件

### 事件の過程
被害者のジョンインちゃんに対して児童虐待の疑いの申告が3回も入った。ジョンインちゃんが通っていた保育園の教師らの最初の申告で始まり、2回目の申告では、子供を車の中に放置し、子供の傷に対して「アトピー性皮膚炎」などの言い訳をしていたのを目撃しており、3回目の申告では、保育園に登園した子供の保育教師が小児科に連れてきた、その医師がその子が児童虐待を受けたと判断して警察に通報したが、養父母が小児青少年科で単純口内炎と診断を受けて、警察によって無嫌疑で処理した。
世論の批判されると、これに対して、小児科院長は「ジョンインちゃんの診療と関連いくつかの診断や所見も作成していなかった」と説明し、3回目の児童虐待を申告した小児科医には、「当該医師は去年5月、既にジョンインちゃんが児童虐待を受けているという事実を認識しており、9月23日に3回目の申告をしたが、私は同日にジョンインちゃんの診療を見るとき、過去の暴力などの児童虐待があったという事実を知らなかった」と強調した。また、全体的ジョンインちゃんにあざがなく、児童虐待が疑われるとし申告した小児科医が、「「誰か引き裂かれたような形」と言った口の傷もなかった」とし「このような状況では、小さな口の傷の感染症と口内炎ではなく、児童虐待確診をするということは難しいことだった」と主張した。虚偽診断書を発給した医師の免許を剥奪してほしいという請願に対し、「剥奪理由が合わない」と釈明した。
結局、生後16ヶ月のジョンインちゃんは、2020年10月13日にご飯を食べないという理由で虐待に遭い、その後心停止状態に梨大木洞病院に運ばれたが、同日の夕方に死亡した。国立科学捜査研究院で調査した結果、被害者のジョンインちゃんの死因が「外力による腹部損傷」、すなわち暴行によって死亡したことが確実に証明された。剖検した結果、膵臓が切断され、後頭部と鎖骨、大腿骨などが骨折したという。

## 裁判
2021年1月13日に養父母の裁判がソウル南部裁判所で開かれた。検察は、養母に殺人罪を適用して、公訴状を変更した。
- 午前9時22分養母を乗せた護送バスが出入りしてデモを収めた映像
- 午前10時46分にJTBC記者が養母の殺人罪の適用を知らせる映像
- 午前11:49-51分にかけて養母を乗せた護送バスが裁判所から出ると雪玉を投げ、車両を手で打って、立ちはだかりながら表出する映像

2021年4月14日、検察は養母に死刑を、養父に懲役7年6ヶ月を求刑した。
2021年5月14日、1審裁判部は、養母に無期懲役を、養父に懲役5年を宣告した。
2021年11月26日、2審裁判部は、養父に懲役5年、養母に懲役35年を宣告した。
2022年4月28日、3審裁判部は、養父に懲役5年、養母に懲役35年を宣告した審を確定した。

## その他
- 大韓民国の警察庁長官は、この事件について認知しながら、対国民謝罪をしており、この事件の管轄警察署であった陽川警察署長に対して待機発令措置を下した[10]。
- 2021年1月18日の大統領記者会見では、ジョンインちゃん事件のような児童虐待再発防止策について問う記者の質問について、文在寅大統領が「一定期間中に養子縁組を再び取り消すとか、またはまだ養子縁組したいという気持ちは強いが、子供と合わない場合に養子縁組児童を変えるでも」と言及したことが激批判を呼び起こした[11]。野党と親団体などは、養子縁組の子供を返品可能なものに例えたと文在寅の発言を強く非難した。これに対し青瓦台は、大統領の頭の中に「児童返品」という意識自体がないと釈明した[12][13]。
- 2021年5月9日、某ユーチューバーが養母が夫への手紙を公開した[14]。このユーチューバーは、ジョンインちゃんの養祖父がある慶尚北道安東市の教会メールボックスで、この手紙を取り出して撮影した後、再度入れておいたことが分かった。慶尚北道安東警察署は、ジョンインちゃんの養祖父がそのユーチューバーを建造物侵入と秘密侵害の疑いで告訴したと発表した[15][16]。